# Josef Černý (cyklista)
Josef Černý (* 11. května 1993) je český profesionální silniční cyklista jezdící za UCI WorldTeam Soudal–Quick-Step.

## Hlavní výsledky
2010
Regionem Orlicka
 celkový vítěz
Národní šampionát
5. místo silniční závod juniorů
2011
9. místo Trofeo Emilio Paganesi
2012
Carpathian Couriers Race
 vítěz vrchařské soutěže
Dookoła Mazowsza
6. místo celkově
Bałtyk–Karkonosze Tour
8. místo celkově
Tour of Malopolska
10. místo celkově
2013
Národní šampionát
 vítěz časovky do 23 let
Dookoła Mazowsza
 vítěz soutěže mladých jezdců
5. místo Memoriał Henryka Łasaka
2014
vítěz GP Czech Republic
2015
Národní šampionát
 vítěz časovky do 23 let
5. místo časovka
2016
Národní šampionát
5. místo časovka
2017
Czech Cycling Tour
 celkový vítěz
vítěz etap 1 (TTT) a 3
Okolo jižních Čech
 celkový vítěz
 vítěz bodovací soutěže
Národní šampionát
2. místo silniční závod
3. místo časovka
2. místo Kerékpárveseny
3. místo GP Czech Republic
3. místo Szlakiem Wielkich Jezior
5. místo GP Polski
Course de la Solidarité Olympique
7. místo celkově
8. místo Memoriał Romana Siemińskiego
Okolo Slovenska
10. místo celkově
2018
Národní šampionát
 vítěz silničního závodu
 vítěz časovky
À travers les Hauts-de-France
2. místo celkově
Szlakiem Grodów Piastowskich
2. místo celkově
Tour du Loir-et-Cher
3. místo celkově
Ronde de l'Oise
3. místo celkově
Okolo Slovenska
5. místo celkově
Szlakiem Walk Majora Hubala
5. místo celkově
Okolo jižních Čech
5. místo celkově
Kolem Slovinska
7. místo celkově
8. místo GP Slovakia
Dookoła Mazowsza
10. místo celkově
2019
Národní šampionát
2. místo časovka
2020
Národní šampionát
 vítěz časovky
Giro d'Italia
vítěz 19. etapy
Tour Poitou-Charentes en Nouvelle-Aquitaine
2. místo celkově
vítěz etapy 3b (ITT)
Vuelta a Murcia
2. místo celkově
2021
Národní šampionát
 vítěz časovky
4. místo Münsterland Giro
2022
Okolo Slovenska
 celkový vítěz
Settimana Internazionale di Coppi e Bartali
vítěz 5. etapy
2023
Tour de Romandie
vítěz prologu
UAE Tour
vítěz 2. etapy (TTT)

### Výsledky na Grand Tours
| Grand Tour      | 2019 | 2020 | 2021 | 2022 | 2023 | 2024 |
| --------------- | ---- | ---- | ---- | ---- | ---- | ---- |
| Giro d'Italia   | 115  | 86   | —    | —    | DNF  | 141  |
| Tour de France  | —    | —    | —    | —    | —    | —    |
| Vuelta a España | —    | —    | 142  | —    | —    | —    |

| —   | Nezúčastnil se |
| DNF | Nedokončil     |